# The Hills Are Calling
The Hills Are Calling è un cortometraggio muto del 1914 diretto da Cecil M. Hepworth.

## Trama
Un violinista scozzese dopo essere stato lasciato da una signora dell'alta società londinese se ne torna a casa, tra le sue colline.

## Produzione
Il film fu prodotto dalla Hepworth.

## Distribuzione
Distribuito dalla Hepworth, il film - un cortometraggio di 351 metri - uscì nelle sale cinematografiche britanniche nel settembre 1914.
Si conoscono pochi dati del film che si pensa sia stato distrutto insieme a gran parte dei film della compagnia nel 1924 dallo stesso produttore, Cecil M. Hepworth. Fallito, in gravissime difficoltà finanziarie, Hepworth pensava in questo modo di poter almeno recuperare il nitrato d'argento della pellicola.